# Carbomyces
Carbomycetaceae é uma família de fungos da ordem Pezizales. Esta família contém um único género, Carbomyces, o qual por seu lado contém três espécies que se distribuem pelos Estados Unidos e México.